# Ley de prostitución de Suecia
La ley de prostitución de Suecia, que prohíbe la compra de servicios sexuales, entró en vigor el 1 de enero de 1999. Bajo esta ley, quienes pagan por servicios sexuales son los que cometen el delito y son penalizados con multas y sentencias de prisión. La ley prohíbe la compra pero no la venta, el delito es pagar por sexo, no vender servicios sexuales. La ley considera la demanda como la fuerza impulsora decisiva detrás de la explotación sexual y la trata de mujeres. La idea detrás de la ley es que la demanda es la que impulsa la prostitución y la trata de personas con fines sexuales. Por lo tanto, la ley se enfoca en desalentar la demanda en lugar de castigar a las personas que se dedican a la prostitución. Esta ley ha sido un ejemplo para otros países, como Noruega, Irlanda y Francia.
Es importante destacar que la ley considera a las personas que venden su cuerpo como víctimas en lugar de delincuentes y, por lo tanto, no criminaliza a las prostitutas. La ley criminaliza a los consumidores en lugar de las prostitutas, lo que ha llevado a una reducción del 50% en la prostitución en las calles. La ley se aplica a todo tipo de servicios sexuales, incluyendo aquellos comprados en la calle, en prostíbulos o en salones de masajes. 
Las investigaciones demuestran que la prostitución no se ha incrementado desde la implementación de la ley y que tráfico sexual ha disminuído. Según la Policía Criminalística Nacional de Suecia, la prohibición es una barrera contra los traficantes de personas para establecerse en Suecia, porque lo consideran un mercado muy pobre por la falta de clientela.
Además, la ley otorga fondos para servicios sociales integrales dirigidos a mujeres en situación de prostitución para poder salir de esa situación.

## Antecedentes
En los países nórdicos, la prostitución se considera una expresión de la violencia del varón contra la mujer. Es esa visión básica la que ha hecho posibles las leyes que criminalizan a los compradores de sexo. Suecia fue la precursora con la ley de prostitución de Suecia de 1999, que prohíbe la compra de servicios sexualestal equipo y Noruega e Islandia le siguieron.
A fines de los años '70 había alrededor de 3.000 mujeres en situación de prostitución en Suecia. En 1977,  se explotaban más de 500 burdeles, con el nombre de clubes eróticos o  centros de masajes. Ese mismo año el mismo año se fundó la Comisión de Investigación sobre la Prostitución.
Un estudio del Consejo de Prevención de la Delincuencia indicó que la  demanda influye sobre cada aspecto de la planificación y organización de la industria de servicios sexuales tomando siempre en cuenta los requisitos y preferencias declaradas por los clientes. Generalmente quieren chicas muy jóvenes,  nuevas y a veces buscan una etnia específica o un color de cabello en particular. La demanda de los puteros es la que determina no sólo qué chicas son captadas, sino además Adanuas de Haparanda. Las mujeres que son explotadas sexualmente en Suecia provienen en su mayoría de Europa Oriental. La mayor parte de ellas son transportadas en automóvil o en transbordador de Alemania, Dinamarca, Estonia, Finlandia y Polonia.
Después de investigar el tema durante años, debatir y discutir, el Parlamento sueco decidió que una sociedad que pretende ser equitativa no puede usar mujeres como mercancía. Entonces Suecia aprobó una ley prohíbiendo la compra de servicios sexuales que es conocida como la Ley de Prostitución. Bajo esta ley, la compra de servicios sexuales es ilegal y está penada con multas y sentencias de prisión.

## Implementación
La ley de prostitución de Suecia, que prohíbe la compra de servicios sexuales, fue implementada en 1999 y entró en vigor el 1 de enero.

Toda persona  que se procure –o intente procurarse– un trato carnal ocasional a cambio de remuneración, será condenada por compra de servicio sexual a multa o pena de prisión máxima de seis meses. Esta disposición rige también cuando la remuneración ha sido prometida o efectuada por un tercero.

Bajo esta ley, los clientes que pagan por servicios sexuales son los que cometen el delito y son penalizados con multas y sentencias de prisión. La ley prohíbe la compra pero no la venta, el delito es pagar por sexo, no vender servicios sexuales. El delito lo comete quien paga por recibir servicios sexuales y no quien cobra por tener relaciones sexuales. La idea que sustenta la ley es que es la demanda de prostitución la que mantiene y sostiene la existencia de la prostitución y de la trata de personas para fines sexuales. Por eso esta ley despenaliza la venta de servicios sexuales y considera que son quienes pagan los que con su dinero apoyan al crimen organizado que explota mujeres y niñas llevándolas de un país a otro.
Esta ley se enfoca en penalizar a los compradores de servicios sexuales, en lugar de a las personas que los proveen. Es decir, se busca desincentivar la demanda de servicios sexuales en lugar de castigar a las personas que se dedican a esta actividad, ya que despenaliza la venta.
Suecia fue el primer país del mundo en criminalizar a los clientes y no a las prostitutas cuando en 1999 aprobó la ley que prohíbe la compra de servicios sexuales y que considera víctimas a las personas que venden su cuerpo por necesidad, con una ley que considera a las personas (la ley tiene género neutral) que necesitan vender su cuerpo como víctimas en lugar de delincuentes y, por lo tanto, no criminaliza a las prostitutas o taxi boys.
La ley incluye todo tipo de servicios sexuales, tanto si son comprados en la calle, como en prostíbulos o en los llamados salones de masajes, desde los servicios de compañía hasta la compra de servicios sexuales, en circunstancias similares.

## Consecuencias
La implementación de la Ley de Prostitución en Suecia ha tenido un impacto significativo en la prostitución en las calles de la ciudad capital, Estocolmo, reduciendo la cantidad de prostitutas en dos tercios y la de clientes en un 80 por ciento. En otras ciudades grandes del país, el comercio sexual en las calles ha desaparecido casi por completo. Además, los burdeles y salas de masaje que se habían expandido en el país en las últimas tres décadas del siglo XX, cuando la prostitución era legal, también han disminuido significativamente. Esto se debe en gran medida a la implementación de la ley que penaliza a los clientes en lugar de a las personas que se dedican a la prostitución.
En 2010, Estocolmo, una ciudad con 1.300.000 habitantes, había 200 personas en situación de prostitución callejera mientras que en Ámsterdam, una ciudad con 750.000 habitantes, donde la prostitución está legalizada, el número de mujeres en situación de prostitución se calcula en 35.000.
Las investigaciones demuestran que  la prostitución en Suecia no se ha incrementado desde la implementación de la prohibición y la prostitución en las calles se redujo a la mitad.
En 2008, según un informe de investigación del NIKK (Nordisk Information for Kunskap on Kom), la ley influyó en la percepción que tienen los varones suecos sobre la prostitución y el número de clientes de servicios sexuales se ha reducido mucho. En ese momento "ir de putas" estaba mal visto socialmente y solo el 7,9% de los varones habían consumido prostitución.
Las estadísticas de la Policía Criminalística Nacional muestran que la prohibición ejerce un importante obstáculo para que los tratantes de mujeres con fines de explotación sexual quieran establecerse en Suecia. Los desincentiva el hecho de que no hay mercado o el mercado es muy pequeño. Suecia ya no es un mercado y no hay inmigrantes o mujeres extranjeras que estén siendo traficadas desde otros países hacia Suecia para el comercio sexual, como suicede en la mayor parte de los países europeos.
Las estadísticas muestran que Suecia que ha logrado bajar la actividad del comercio sexual.
Hubo un cambio de actitud con respecto a la tolerancia hacia la prostitución no solo en los compradores de sexo sino en el público en general. El 70% de la población quiere que esta ley se mantenga e incluso consideran que es necesario establecer sanciones más rigurosas.
Esta es una ley que luego ha servido de ejemplo para países como Noruega, Irlanda y Francia. Desde 2009, Noruega e Islandia tienen una ley muy parecida.
El 1 de julio de 2002, por primera la ley sueca declaró la trata de personas para fines sexuales como un delito punible. En 2005, la ley de prostitución fue reemplazada por una nueva disposición penal, relativa a la compra de servicios sexuales, en el capítulo 6, artículo 11 del código penal sueco.
La ley se ha convertido en una herramienta importante para contrarrestar el tráfico y otros países nórdicos han seguido su ejemplo. En 2009, Noruega e Islandia aprobaron leyes sobre compra de productos sexuales, y en Dinamarca y Finlandia están exigiendo una ley similar.
Desde que la ley fue promulgada, hubo muchas multas pero nadie fue condenado a prisión por la sola compra de servicios sexuales. En 2018, a partir de la nueva legislación sobre delitos sexuales, se puede condenar a los compradores de sexo por violación en determinadas circunstancias, lo que significa un castigo significativamente más severo.

## Posición del Parlamento Europeo
El Parlamento Europeo apoya el modelo de la ley sueca y hace un llamado a los gobiernos de los Estados miembros que abordan la prostitución de forma diferente, para que revisen su legislación en base al éxito obtenido por la ley sueca y otros países que han adoptado el modelo nórdico de la prostitución, a partir de un informe del Parlamento Europeo de 2014 que considera que  la manera más efectiva de luchar contra el tráfico de mujeres y mujeres menores de edad con fines de explotación sexual es el modelo aplicado por la ley en Suecia. El Parlamento Europeo puso de relieve los datos que confirman el efecto disuasorio del modelo nórdico sobre la trata de seres humanos hacia Suecia, donde la prostitución y la trata no han aumentado, y la población apoya cada vez más dicho modelo, especialmente los jóvenes, lo que demuestra que la legislación ha provocado un cambio en la actitud general de la población hacia la prostitución:

El efecto de esta legislación en Suecia ha sido espectacular. La población sueca que ejerce la prostitución es la décima parte que en la vecina Dinamarca, donde la compra de servicios sexuales es legal y la población es menor. La ley ha cambiado también la opinión pública. En 1996 el 45 % de las mujeres y el 20 % de los hombres se mostraban a favor de penalizar a los hombres que pagaban por sexo. En 2008, el 79 % de las mujeres y el 60 % de los hombres se mostraban favorable a la ley. Asimismo, la policía sueca confirma que el modelo nórdico tiene un efecto disuasorio en la trata de personas con fines de explotación sexual.

El 26 de febrero de 2014, los eurodiputados sacaron una resolución en la que planteaban  que la prostitución va en contra de la dignidad humana y el principio de los derechos humanos, ya sea forzada o voluntaria, y pidieron a los países de la UE que desarrollaran estrategias para ayudar a las mujeres que quieren dejar la prostitución. Esta resolución no vinculante fue adoptada con 343 votos a favor, 139 votos en contra y 105 abstenciones.

## Controversias
La ley ha sido controvertida y ha generado debate en Suecia y en otros países. Mientras algunos argumentan que la ley es efectiva para reducir la trata de personas y la explotación sexual, otros consideran que criminaliza la prostitución y hace que sea más peligrosa para las personas que la practican.
Los críticos creen que la ley ha tenido efectos no deseados y que las personas que venden sexo pueden haberse vuelto más vulnerables. Al mismo tiempo, una evaluación noruega muestra que la ley de compra de sexo ha tenido resultados predominantemente positivos.